# باشگاه فوتبال جیانگژی دینگنان یونایتد
باشگاه فوتبال جیانگژی دینگنان یونایتد (به چینی: 定南赣联足球俱乐部) یک باشگاه فوتبال حرفه‌ای چینی مستقر در دینگنان، گانژو، جیانگژی است که در لیگ دسته اول چین رقابت می‌کند. جیانگژی دینگنان یونایتد مسابقات خانگی خود را در مرکز آموزش فوتبال جوانان دینگنان، واقع در شهرستان دینگنان، برگزار می‌کند و زمین مشترکی با گانژو رویشی دارد. این باشگاه که در دسامبر ۲۰۱۵ باشگاه لیگ دوی چین، آنهویی لیتیان، را خریداری کرده بود، به هاربین، هئی‌لونگ‌جیانگ نقل مکان کرد و نام خود را به باشگاه فوتبال هئی‌لونگ‌جیانگ لاوا اسپرینگ تغییر داد. در سال ۲۰۲۱، این باشگاه نام خود را به باشگاه فوتبال هئی‌لونگ‌جیانگ آیس‌ سیتی تغییر داد، قبل از اینکه در فوریهٔ ۲۰۲۵ به شهرستان دینگنان، جیانگژی نقل مکان کند و نام فعلی خود را به دست آورد.

## تاریخچه نام
- ۲۰۱۶–۲۰۲۰:باشگاه فوتبال هئی‌لونگ‌جیانگ لاوا اسپرینگ
- ۲۰۲۱–۲۰۲۴: باشگاه فوتبال هئی‌لونگ‌جیانگ آیس‌ سیتی
- ۲۰۲۵–اکنون: باشگاه فوتبال جیانگژی دینگنان یونایتد

## کادر مربیگری
| پست            | نام       |
| -------------- | --------- |
| سرمربی         | لیو جیانی |
| کمک مربی       | شو جینینگ |
| کمک مربی       | دو یو     |
| مربی دروازه‌بان | لی وی     |

منبع: CFA

## افتخارات
- لیگ دسته دوم فوتبال چین
  - قهرمان (۱) ۲۰۱۷